# كيفن كيلي (سياسي)
كيفن كيلي (بالإنجليزية: Kevin Kelly)‏ هو سياسي أمريكي، ولد في 18 أغسطس 1953 بكمبرلاند في الولايات المتحدة. حزبياً، نشط في الحزب الديمقراطي. وقد انتخب عضو مجلس النواب لولاية ماريلند.